# Другуска
Другуска(рос. Другуска) — річка в Росії, у Сухініцькому й Козельському районах Калузької області. Ліва притока Жиздри (басейн Оки).

## Опис
Довжина річки 36 км, найкоротша відстань між витоком і гирлом — 22,44 км, коефіцієнт звивистості річки — 1,61. Площа басейну водозбору 183 км².

## Розташування
Має виток у селі Ушаково. Тече переважно на північний схід через місто Козельськ і впадає у річку Жиздру, ліву притоку Окі.
Притоки: Жорнівка (ліва); Завалка, В'яска (праві).
Населені пункти вздовж берегової смуги: Нижня Кам'янка, Челеєво, Зв'ягино, Гришинськ, Іванівське, Лавровськ, Парфьоново, Савинськ.

## Цікаві факти
- Історична назва річки — Другусна.[2]
- На лівому березі річки у селі Рождєствено розташована Різдвяна церква[3].